# Список умерших в 1318 году

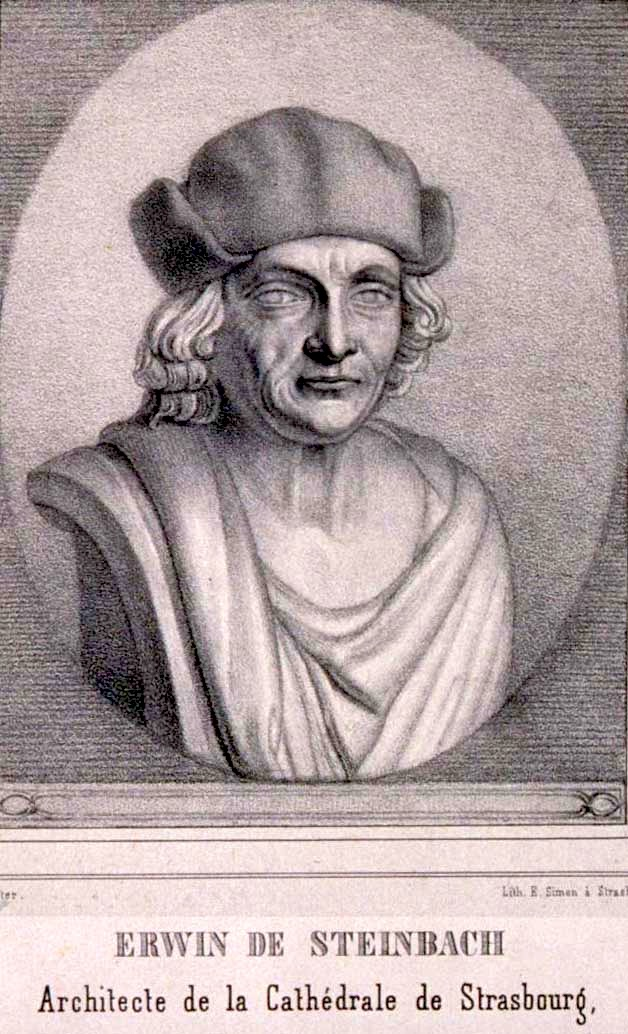
Эрвин фон Штнйнбах

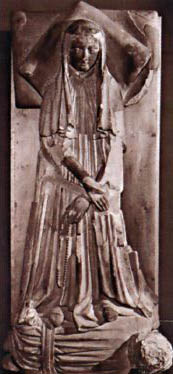
Матильда Брауншвейг-Люнебургская

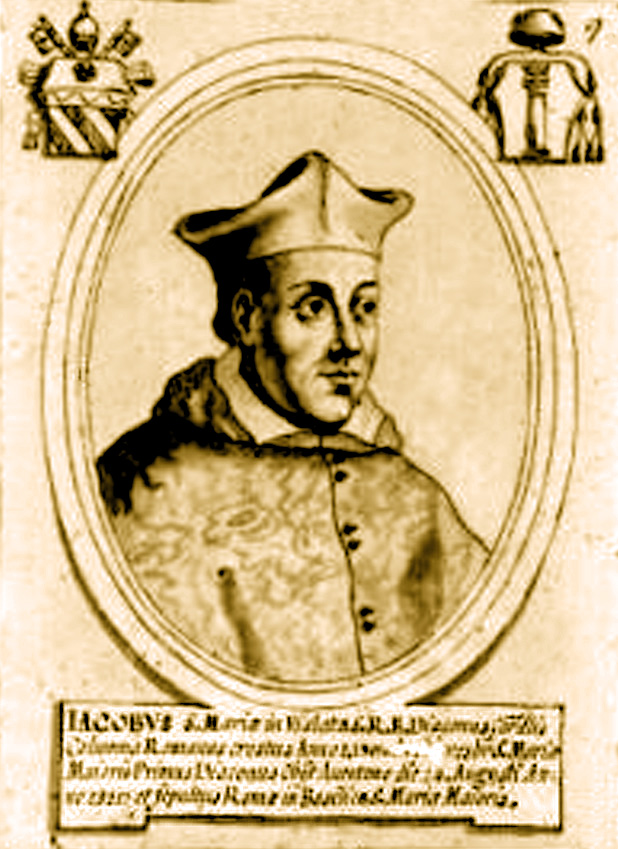
Джакопо Колонна

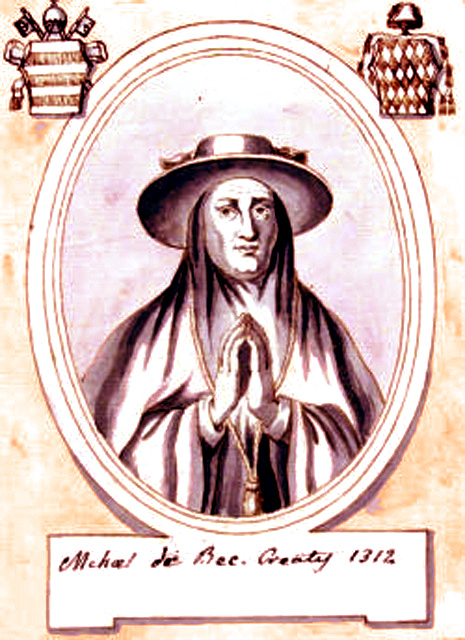
Николас де Бек-Креспин

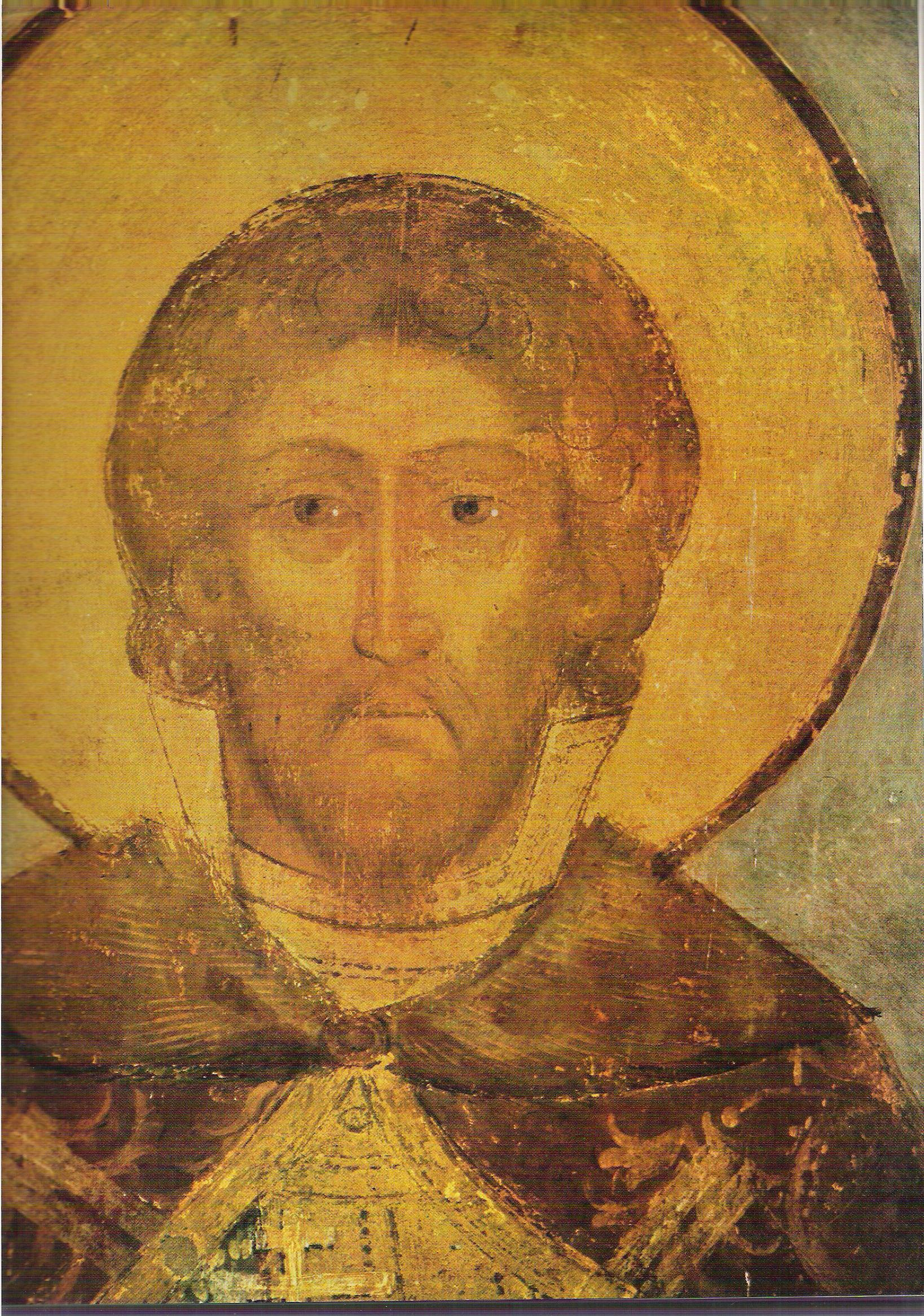
Михаил Ярославич

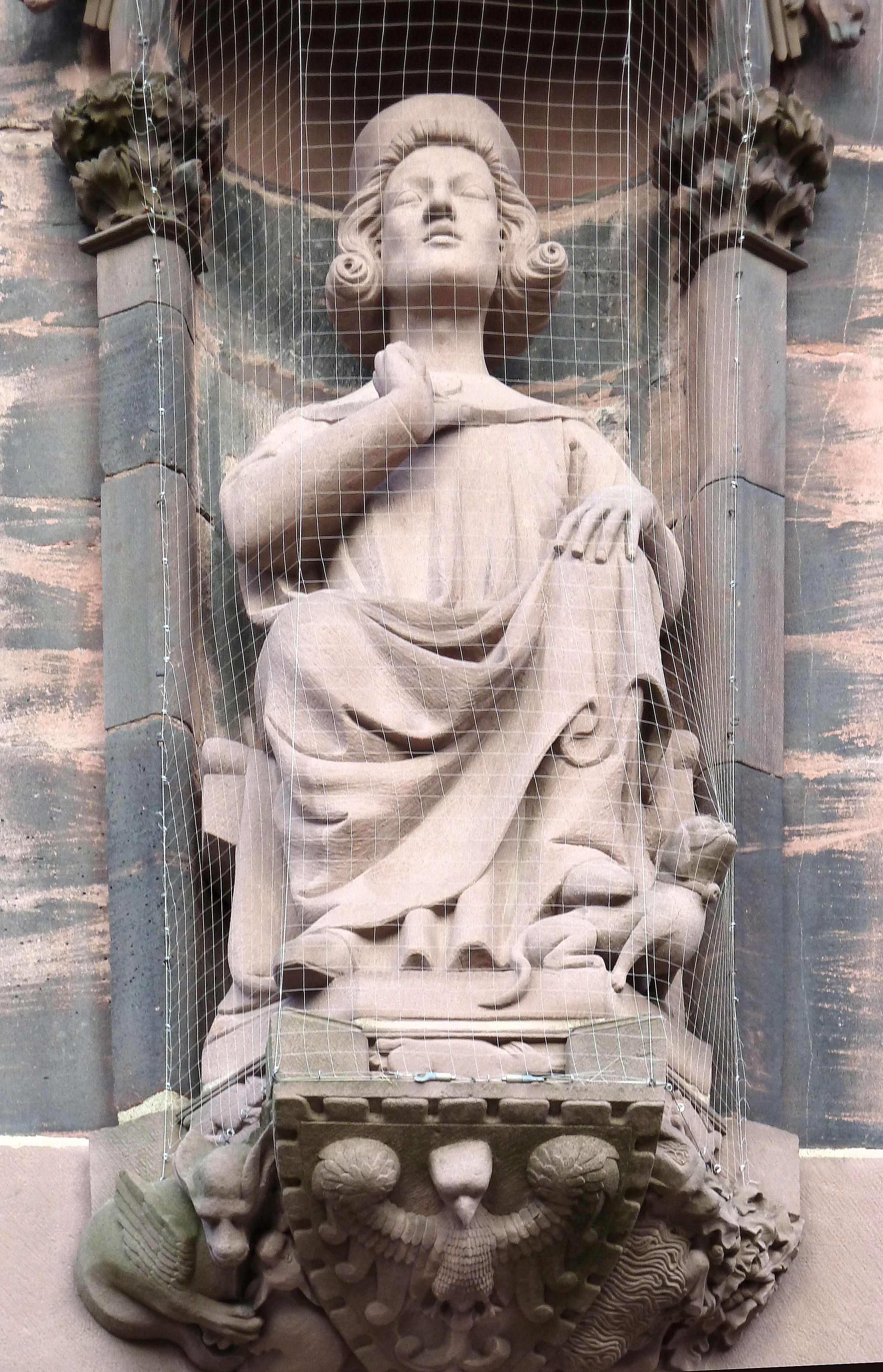
Эгино II

В этой статье представлен список известных людей, умерших в 1318 году.
См. также: Категория:Умершие в 1318 году

## Январь
- 17 января — Эрвин фон Штейнбах — немецкий архитектор, один из главных зодчих — создателей Страсбургского собора.

## Февраль
- 10 февраля — Эммерих фон Шёнэк[нем.] — епископ Вормса (1310—1318)
- 14 февраля:
  - Генрих I Безземельный (61) — маркграф Бранденбург-Штендальский (1266—1318, единолично с 1308 года), маркграф Ландсбергский (1291—1318);
  - Маргарита Французская, французская принцесса, дочь короля Франции Филиппа III Смелого и Марии Брабантской, супруга короля Англии Эдуарда I.
- 16 февраля — Эрик Магнуссон — шведский принц, сын короля Швеции Магнуса I Ладулоса, герцог Сёдерманландский, отец короля Швеции и Норвегии Магнуса Эрикссона, убит братом королём Биргером Магнуссоном.

## Март
- 11 марта — Аманьё II д’Aрманьяк[англ.] — архиепископ Оша (1262—1318)
- 14 марта — Вульфинг фон Штубенберг[нем.] — епископ Лаванта 1299—1304, архиепископ Бамберга (1304—1318)

## Апрель
- 26 апреля — Матильда Брауншвейг-Люнебургская — княгиня-консорт Глоговская (1291—1309), жена Генриха III Глоговского

## Май
- 10 мая — Ричард де Клер — англо-ирландский дворянин, 3-й и последний лорд Томонда (1308—1318)
- 26 мая — Фудзивара-но Киси[англ.] — императрица-консорт Японии (1261—1268), жена Императора Камэямы

## Июнь
- 23 июня — Жиль Эселен де Монтегю[англ.] — архиепископ Нарбонны (1287—1311), архиепископ Руана (1311—1318), канцлер Франции (1310—1311), основатель колледжа Монтегю (1314)

## Июль
- 13 июля — Генрих II Вольденбергский[нем.] — князь-епископ Хильдесхйма (1310—1318)
- 18 июля — Рашид ад-Дин — персидский государственный деятель, врач и учёный-энциклопедист; министр государства Хулагуидов (1298—1317), автор исторического труда Джами ат-таварих; казнён по ложному обвинению.
- 22 июля — Абу Хамму I — абдальвадидский султан Алжира (1308—1318).
- 25 июля — Микулаш I — внебрачный сын чешского короля Пржемысла Оттокара II, Князь Опавский (1269—1286), основатель силезской ветви династии Пржемысловичей.
- Жан IV де Бомон — маршал Франции (1315—1318)

## Август
- 14 августа — Джакомо Колонна[итал.] — кардинал-дьякон di Santa Maria in Via Lata (1278—1300, 1306—1307), кардинал-дьякон di Santa Maria in Aquiro (1278—1297) кардинал-священник di San Lorenzo in Lucina (1307—1318)
- 19 августа — Герхард фон Бевар[нем.] — епископ Констанца (1307—1318)
- 20 августа — Кассоне делла Торре[англ.] — архиепископ Милана (1308—1316), патриарх Аквилеи (1317—1318)
- 24 августа:
  - Ричард Ньюпорт[англ.] — епископ Лондона (1316—1317);
  - София Ландсбергская[англ.] — княгиня-консорт Глоговская (1271—1273), жена Конрада I Глоговского.
- 30 августа — Николас де Бек-Креспин[фр.] — кардинал-священник de S. Stefano al Monte Celio

## Сентябрь
- 22 сентября — Альбрехт II — герцог Брауншвейг-Люнебурга, князь Брауншвейг-Вольфенбюттеля (1279—1318)

## Октябрь
- 14 октября — Эдуард Брюс — последний Верховный король Ирландии и Граф Каррик (1315—1318), младший брат Роберта Брюса, погиб в битве при Фогхарте.

## Ноябрь
- 22 ноября — Михаил Ярославич — князь Тверской (1282/1286—1318), Великий князь Владимирский (1304/1305—1318), казнён монголами в Золотой Орде
- 25 ноября — Филипп Ибелин — сенешаль Кипрского королевства (1302—1318)
- 29 ноября — Фрауэнлоб — немецкий поэт-музыкант периода позднего миннезанга.
- Жан де Корбей — маршал Франции (1308—1318).

## Декабрь
- 31 декабря — Уолтер де Фоконберг, английский аристократ, 2-й барон Фоконберг (с 1304).

## Дата неизвестна или требует уточнения
- Абдишо — сирийский писатель, несторианский богослов, митрополит Нисибиса.
- Абу Дарба Мухаммад III аль-Мустансир, одиннадцатый правитель государства Хафсидов в Ифрикии (1318-1318), десятый халиф Хафсидов.
- Ангус Ог — Правитель Островов и Лорд Кинтайра и Гебридских островов (1299—1318).
- Бавор III из Стракониц, чешский феодал и государственный деятель из рода Баворов из Стракониц, бургграф королевского замка Звиков (с 1289 года), заседатель Чешского земского суда.
- Бертран де Линсел[фр.] — епископ Гапа (1316—1318)
- Вальдемар Магнуссон — шведский принц, сын короля Швеции Магнуса I Ладулоса, герцог Финляндии (1302—1318), убит братом королём Биргером Магнуссоном
- Генрих[англ.] — маркграф Хахберг-Заузенберга (1312—1318).
- Георгий VI Малый, царь Восточной Грузии (1308—1318).
- Роже Десслор — ректор и маршал Каталонской компании, герцог Афинский (1311—1312), граф Салоны (1311—1318).
- Джон Дейдрас — самозванец, утверждавший, что он истинный король Англии Эдуард II, казнён.
- Иоанн II Дука — правитель Фессалии (1303—1318)
- Кончака — сестра золотоордынского хана Узбека, жена московского князя Юрия Даниловича с 1317 года, умерла в тверском плену
- Мария д’Ибелин[исп.] — первая жена будущего короля Кипра Гуго IV (1307—1310)
- Лливелин Лесной — руководитель антианглийского восстания в Уэльсе (1316), казнён
- Отто IV — Граф Веймар-Орламюнде (1285—1305).
- Педро I де Аербе, инфант арагонский, сын короля Арагона Хайме I Завоевателя и Терезы Гил де Видауре, 1-й барон де Аербе, Граньен, Робрес и Арнуэсо.
- Рено де Порселе[фр.] — епископ Диня (1302—1318)
- Фома I Комнин Дука — Царь Эпира (1297—1318); убит племянником Николаем Орсини
- Эгино II — граф Фрейбурга (1271—1316).
- Эсен-Бука, 12-й хан Чагатайского улуса (1309—1318).